# شيريل باركر
شيريل باركر (بالإنجليزية: Cheryl Barker)‏ هي موسيقية ومغنية أوبرا ومغنية أسترالية، ولدت في 22 أبريل 1960.

## وصلات خارجية
- شيريل باركر على موقع IMDb (الإنجليزية)
- شيريل باركر على موقع ميوزك برينز (الإنجليزية)
- شيريل باركر على موقع أول ميوزيك (الإنجليزية)
- شيريل باركر على موقع ديسكوغز (الإنجليزية)
- شيريل باركر على موقع قاعدة بيانات الفيلم (الإنجليزية)